# Nagashimalita
La nagashimalita es un mineral de la clase de los silicatos. Recibe su nombre de Otokichi Nagashima (1890-1969), mineralogista amateur japonés.

## Características químicas
La morimotoíta es un silicato de fórmula química Ba4(V,Ti)4B2Si8O27(O,OH)2Cl. Fue aprobada como especie válida por la Asociación Mineralógica Internacional y publicada por primera vez en 1980. Cristaliza en el sistema ortorrómbico. Su dureza en la escala de Mohs es 6.
Según la clasificación de Nickel-Strunz, la morimotoíta pertenece a "09.CE - Ciclosilicatos con enlaces sencillos de [Si4O12]8- (Viera-Einfachringe), sin aniones complejos aislados" junto con los siguientes minerales: papagoïta, verplanckita, baotita, taramelita, titantaramelita, barioortojoaquinita, byelorussita-(Ce), joaquinita-(Ce), ortojoaquinita-(Ce), estronciojoaquinita, estroncioortojoaquinita, ortojoaquinita-(La), labuntsovita-Mn, nenadkevichita, lemmleinita-K, korobitsynita, kuzmenkoïta-Mn, vuoriyarvita-K, tsepinita-Na, karupmøllerita-Ca, labuntsovita-Mg, labuntsovita-Fe, lemmleinita-Ba, gjerdingenita-Fe, neskevaaraïta-Fe, tsepinita-K, paratsepinita-Ba, tsepinita-Ca, alsakharovita-Zn, gjerdingenita-Mn, lepkhenelmita-Zn, tsepinita-Sr, paratsepinita-Na, paralabuntsovita-Mg, gjerdingenita-Ca, gjerdingenita-Na, gutkovaïta-Mn, kuzmenkoïta-Zn, organovaiita-Mn, organovaïta-Zn, parakuzmenkoiita-Fe, burovaiita-Ca, komarovita y natrokomarovita.

## Formación y yacimientos
Fue descubierta en la mina Mogurazawa, en la ciudad de Kiryuu, en la Prefectura de Gunma (Región de Kantō, Japón). También ha sido descrita en la mina Tanohata, en la Prefectura de Iwate. Estos dos lugares son los únicos en todo el planeta donde ha sido descrita esta especie mineral.